# Шигай (река)
Шигай, в верховьях Кигавуш — река в России, протекает по Буздякскому району республики Башкортостан. Длина реки составляет 17 км.
Начинается на окраине леса, течёт на восток через сёла Новый Шигай, Хазиман, Сабаево, затем - на юго-восток по открытой местности через Старый Шигай. В низовьях поворачивает на юг. Устье реки находится в 28 км по левому берегу реки Идяш на высоте 150,2 метра над уровнем моря.
Основной приток - речка Идяш - впадает справа.

## Данные водного реестра
По данным государственного водного реестра России относится к Камскому бассейновому округу, водохозяйственный участок реки — Белая от города Уфа до города Бирск, речной подбассейн реки — Белая. Речной бассейн реки — Кама.
Код объекта в государственном водном реестре — 10010201512111100025309.